# Dasumia taeniifera
Dasumia taeniifera är en spindelart som beskrevs av Tord Tamerlan Teodor Thorell 1875. Dasumia taeniifera ingår i släktet Dasumia och familjen ringögonspindlar. Inga underarter finns listade i Catalogue of Life.